# 뚱이
뚱이(영어: Patrick Star)는 《네모바지 스폰지밥》에 나오는 만화 캐릭터이다.

## 캐릭터 소개
주인공 네모바지 스폰지밥의 가장 친한 친구로, 마을에서 유명한 말썽꾸러기이기도이다. 종족은 불가사리이고, 힘이 매우 세며, 겁이 많다. 행동과 사고방식이 매우 단순한 듯하나, 가끔 스폰지밥처럼 은유적인 표현들과 날카롭고 예리한 비판, 주요 상황에서 보이는 해결책을 제시하는 등 이례적으로 영리한 면이 있다. 한국어판 성우는 이인성이다. 스폰지밥, 징징이와 같은 동네에 거주하며, 바위 이글루 모양의 형태의 지하주택으로, 겉으로 보기에는 바위에 가까운 매우 단순한 형태의 집에서 살고 있지만 내부는 상당히 복잡하다. 방영 초창기에는 지하주택이 아닌 바위를 덮고 자는것으로 묘사되었다. 아무곳에서나 자는 버릇이 있고, 스폰지밥에게 호감을 보이는 캐릭터 중 한 명이다. 가족은 누나인 샘, 엄마, 아빠가 있다.

## 다른 캐릭터와의 관계

### 스폰지밥(Spongebob Squarepants)
뚱이와 제일 친한 단짝 친구이며, 가끔 둘이 싸우면 사이가 나빠지기도 하지만, 뚱이가 가장 좋아하는 친구이다. 스폰지밥이 하는건 뭐든지 같이할 정도이다.

### 징징이(Squidward Tentacles)
바로 옆집에 사는 이웃으로, 뚱이를 좋아하지 않는다.

### 다람이(Sandy Cheeks)
스폰지밥과 같이 친한 다람쥐 친구이며 다람이가 뚱이를 귀찮아 할 때도 있지만, 좋은 관계이기도 하다. 힘이 세고 머리가 좋아 발명을 잘하고 가라데 등 무술을 잘한다. 다람이가 살고있는 돔은 산소로 가득차 있기 때문에 뚱이를 포함한 다른 해양생물들은 물이 있는 헬멧을 쓰고 들어가야 한다.

### 집게사장(Eugene Krabs)
많은 관계가 있지는 않지만, 몇몇 에피소드에선 집게리아에서 집게사장이 뚱이를 고용하기도 했다. 하지만 뚱이는 집게리아에서 일 하는 것을 그리 좋아하지 않는다.

## 기타
대한민국판 담당 성우들 중 2명은 성씨를 제외하고 동명이인이다.(EBS판은 오인성, 재능 TV판은 이인성.) 다만 '뚱이 쇼' 판은 엄상현으로 대체되었다고 한다. 대체된 이유는 불명.

## 같이 보기
- 네모바지 스폰지밥
- 불가사리